# 勒罗克圣安德烈
勒罗克圣安德烈（法語：Le Roc-Saint-André，法語發音：[lə ʁɔk sɛ̃.t‿ɑ̃dʁe]）是法国莫尔比昂省的一个旧市镇，属于瓦讷区。2016年，勒罗克圣安德烈与临近的2个市镇合并为新市镇瓦勒杜斯特。

## 地理
勒罗克圣安德烈（47°51'53"N, 2°26'56"W）面积9.93 平方千米，位于法国布列塔尼大區莫尔比昂省，该省份为法国西北部沿海省份，位于布列塔尼半岛南部，北起阿摩尔滨海省、西接菲尼斯泰尔省，南濒大西洋，东南接大西洋卢瓦尔省，东临伊勒-维莱讷省。
与勒罗克圣安德烈接壤的市镇（或旧市镇、城区）包括：普洛埃梅勒、蒙泰尔特洛、拉沙佩勒卡罗、塞朗、利济奥、吉亚克、基利。
勒罗克圣安德烈的时区为UTC+01:00、UTC+02:00（夏令时）。

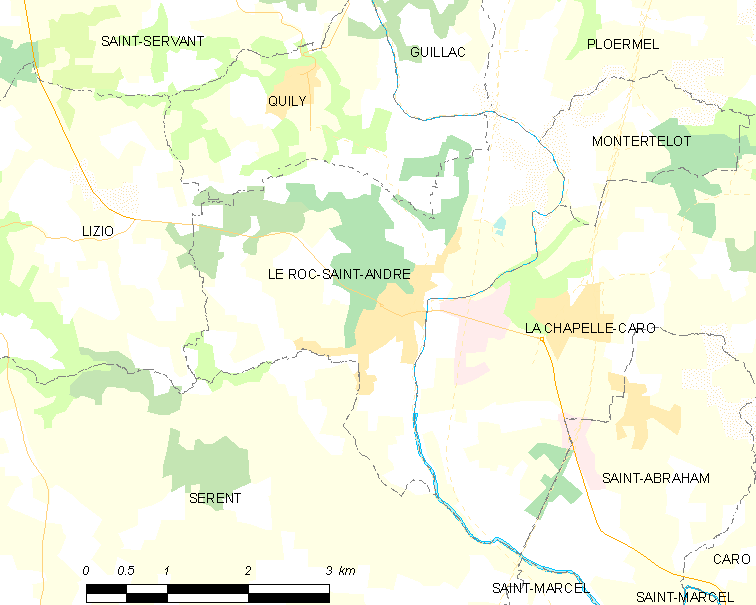
勒罗克圣安德烈的OSM定位图

## 行政
勒罗克圣安德烈的邮政编码为56460、56800，INSEE市镇编码为56197。

## 政治
勒罗克圣安德烈所属的省级选区为莫雷阿克县。

## 人口

1962-2008年间勒罗克圣安德烈人口变化图示

勒罗克圣安德烈于2018年1月1日时的人口数量为948人。